# Ghardaïa (provins)

Ghardaïas provins i Algeriet

Ghardaïa (arabiska: ولاية غرداية) är en provins (wilaya) i centrala Algeriet. Provinsen har 375 988 invånare (2008). Ghardaïa är huvudort.

## Administrativ indelning
Provinsen är indelad i 9 distrikt (daïras) och 13 kommuner (baladiyahs).